# Melissa Wu
Melissa Paige Wu (Penrith, 3 maggio 1992) è una tuffatrice australiana vicecampionessa olimpica ai Giochi di Pechino 2008 nel concorso dalla piattaforma 10 metri sincro.

## Biografia
Sua madre è australiana e suo padre è di origini cinesi. È cugina del giocatore australiano di rugby a 7 olimpico James Stannard e cugina di secondo grado dell'ostacolista australiana Jana Rawlinson. Suo fratello Joshua e sua sorella Madeline sono sollevatori di pesi, vincitori di medaglie ai campionati oceanici.
Ha rappresentato l'Australia a cinque edizioni consecutive dei Giochi olimpici estivi: Pechino 2008, Londra 2012, Rio de Janeiro 2016, Tokyo 2020 e Parigi 2024 vincendo la medaglia d'argento nel concorso dalla piattaforma 10 metri sincro nell'edizione cinese, con la connazionale Briony Cole.

## Palmarès
- Giochi olimpici

Pechino 2008: argento nel sincro 10 m.
Tokyo 2020: bronzo nella piattaforma 10 m.
- Campionati mondiali di nuoto

Melbourne 2007: argento nel sincro 10 m.
Shanghai 2011: argento nel sincro 10 m.
Kazan' 2015: bronzo nel sincro 10 m.
- Coppa del Mondo di tuffi

Pechino 2008: bronzo nel sincro 10 m.
Changzhou 2010: argento nel sincro 10 m e bronzo nella piattaforma 10 m.
- Giochi del Commonwealth

Melbourne 2006: argento nel sincro 10 m.
Delhi 2010: oro nel sincro 10 m e argento nella piattaforma 10 m.
Birmingham 2022: oro nel sincro 10 m.